# Maritiem museum van de Noordelijke Vloot
Het Maritiem museum van de Noordelijke Vloot (Russisch: Военно-морской музей Северного флота) is een scheepvaartmuseum in Moermansk, Rusland. Het museum toont de geschiedenis van de Noordelijke Vloot (in de Sovjettijd: Rode Banier Noordelijke Vloot genoemd) van de Russische Marine.

## Geschiedenis
Het museum werd geopend op 16 oktober 1946 in de Marineofficiersclub van Moermansk, een gebouw dat behoort tot het cultureel erfgoed van Rusland. De eerste expositie handelde over de "Verdediging van het Sovjetpoolgebied tijdens de Grote Vaderlandse Oorlog 1941 - 1945".
Het museum toont veel materiaal over de geschiedenis van de Noordelijke Vloot vanaf zijn ontstaan tot heden ten dage en over het maritiem erfgoed van Rusland. Het materiaal (circa 65.000 stuks) wordt tentoongesteld in tien tentoonstellingsruimten op een totale oppervlakte van 1200 m². De collectie omvat scheepsmodellen, gebruiksvoorwerpen behorende tot de vloot en zijn personeel, fotomateriaal, documenten, kaarten en diverse andere kunstvoorwerpen.

## Fotogalerij

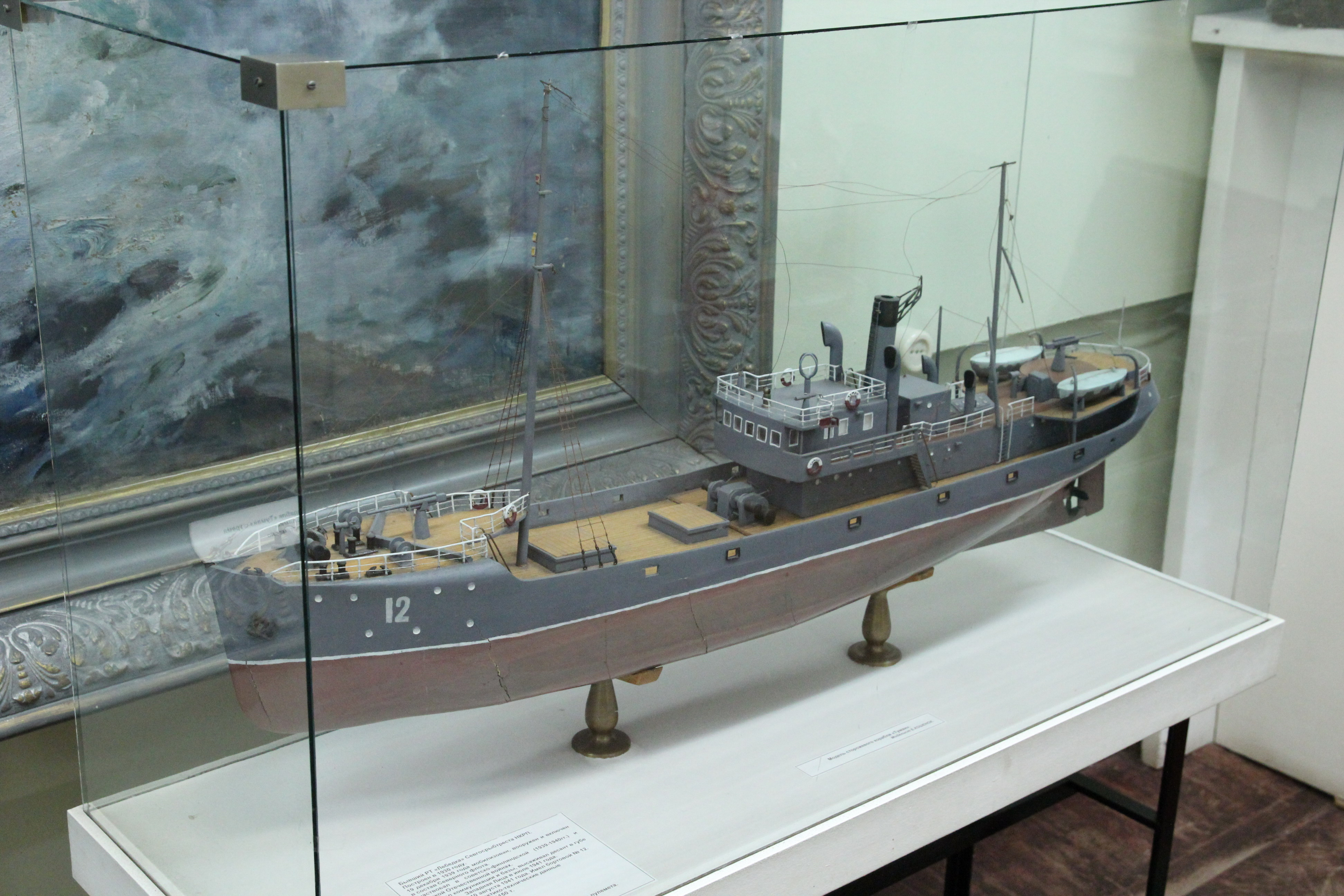
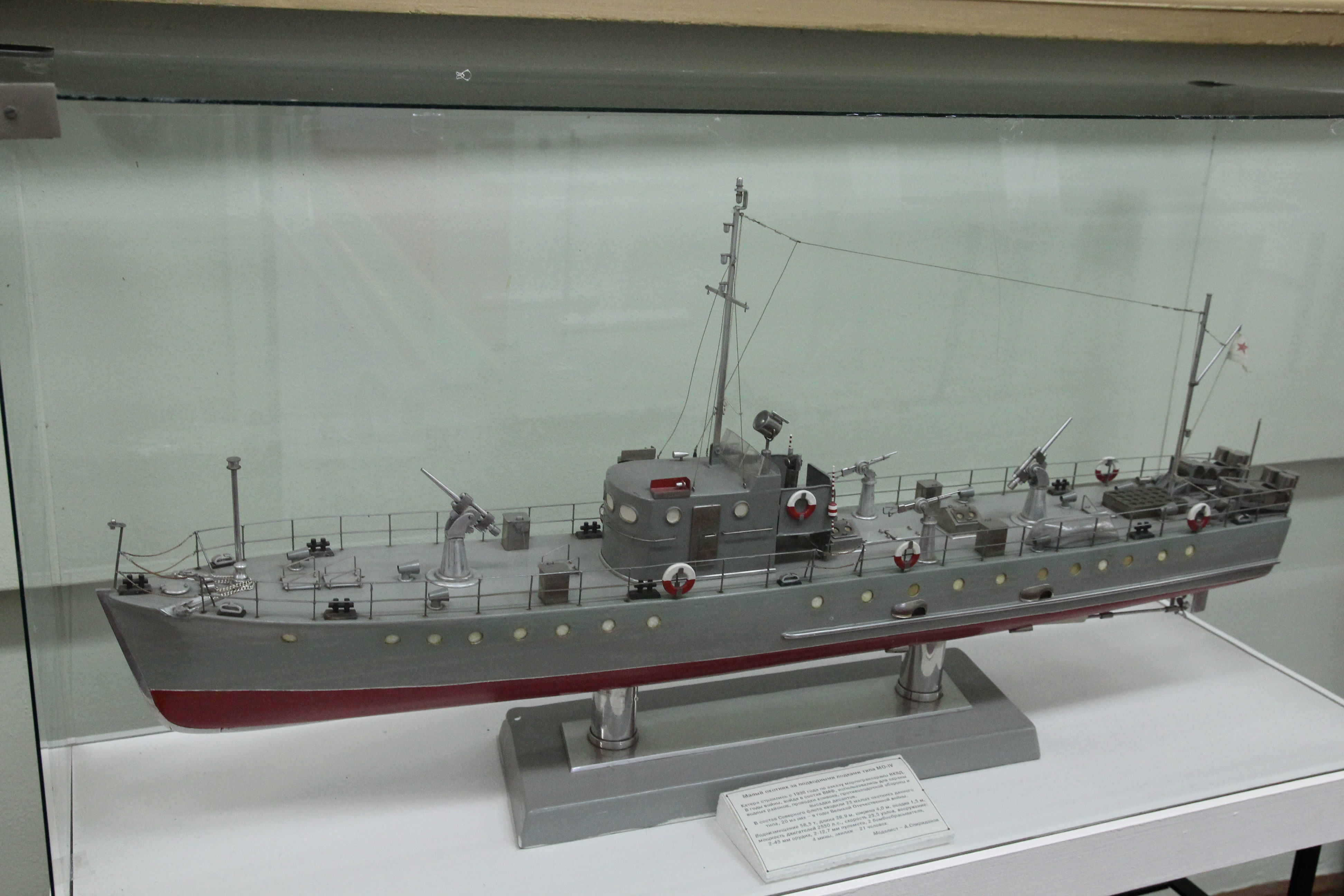
Modelschip MO-IV
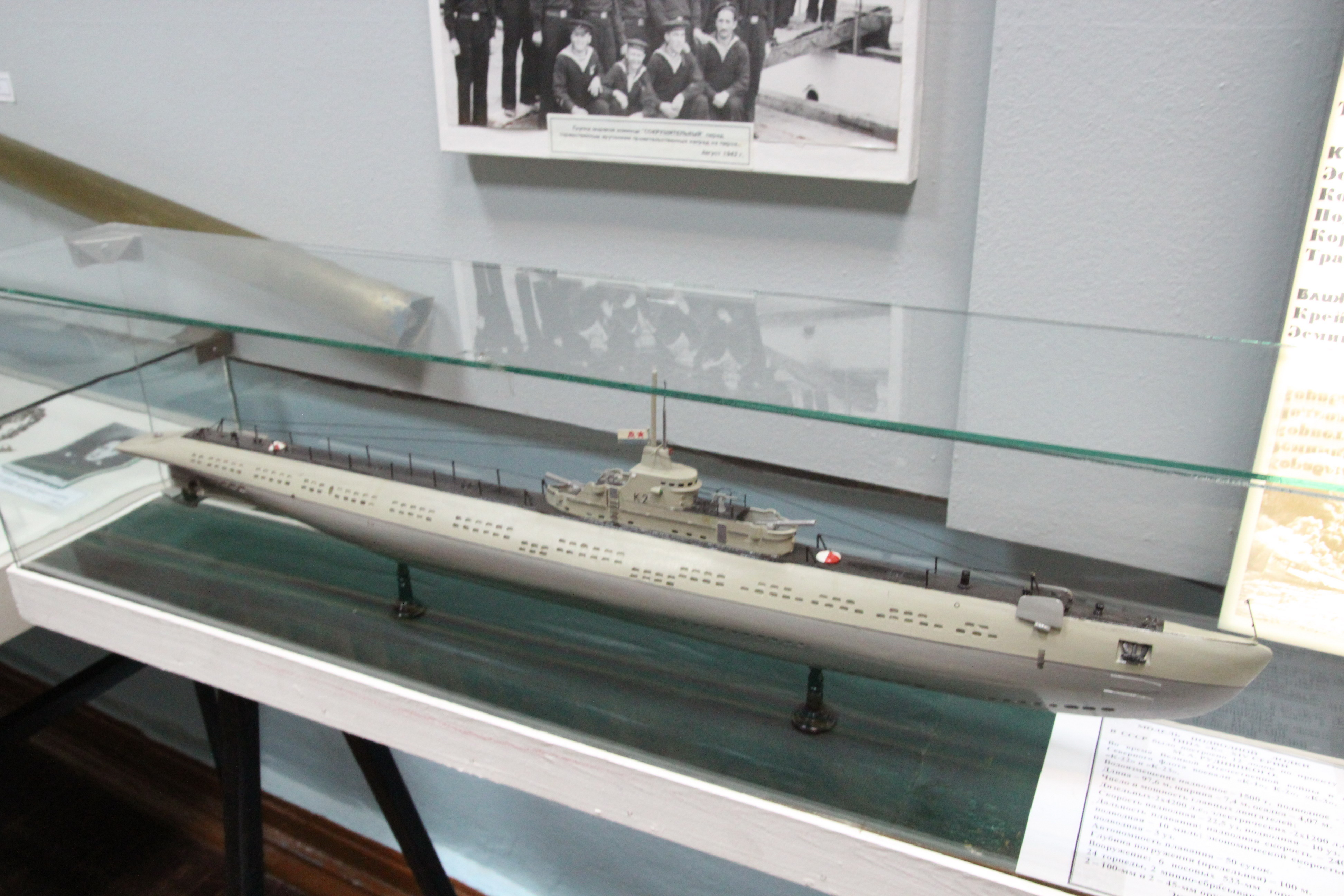
Modelduikboot K-2
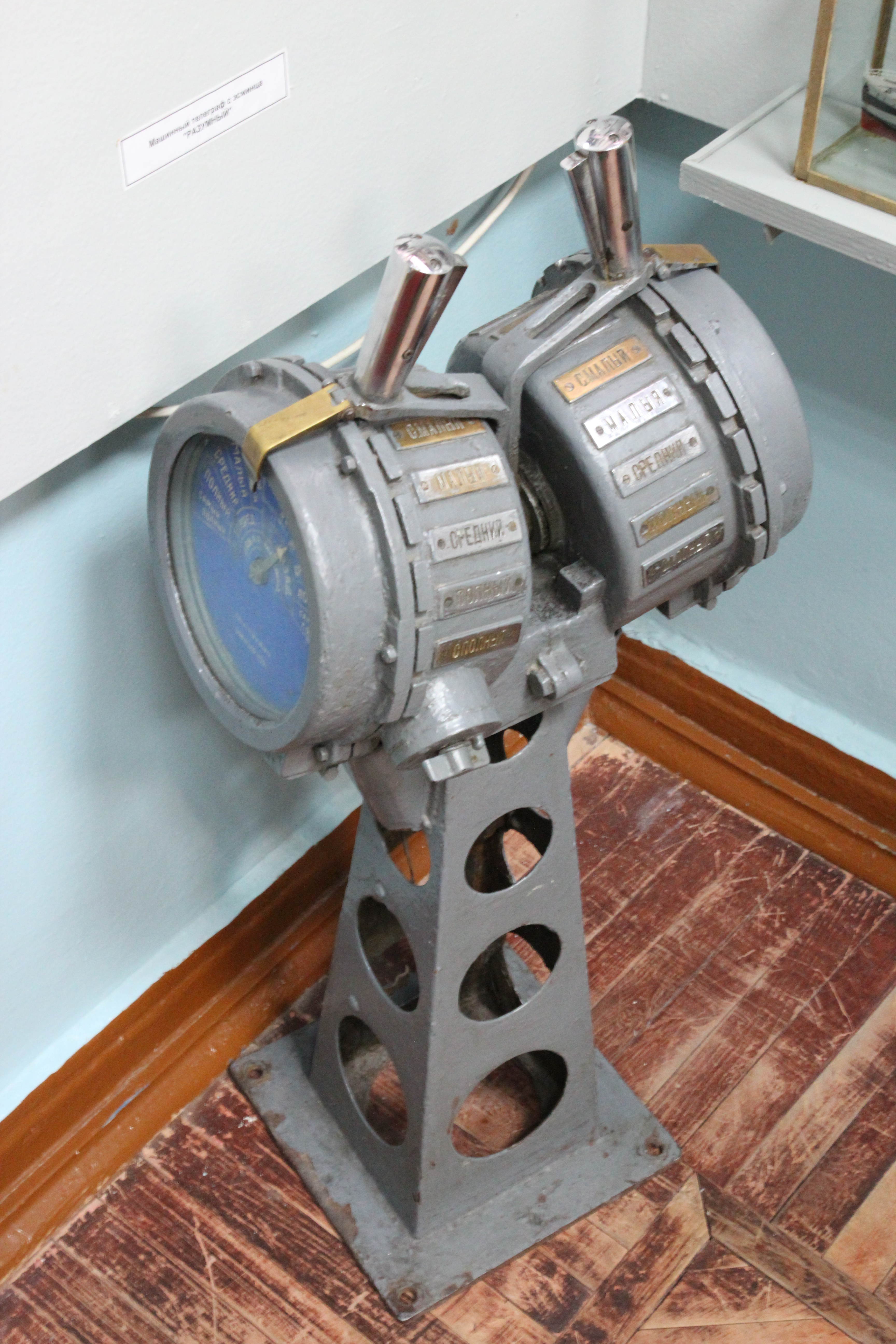
Scheepstelegraaf van torpedobootjager
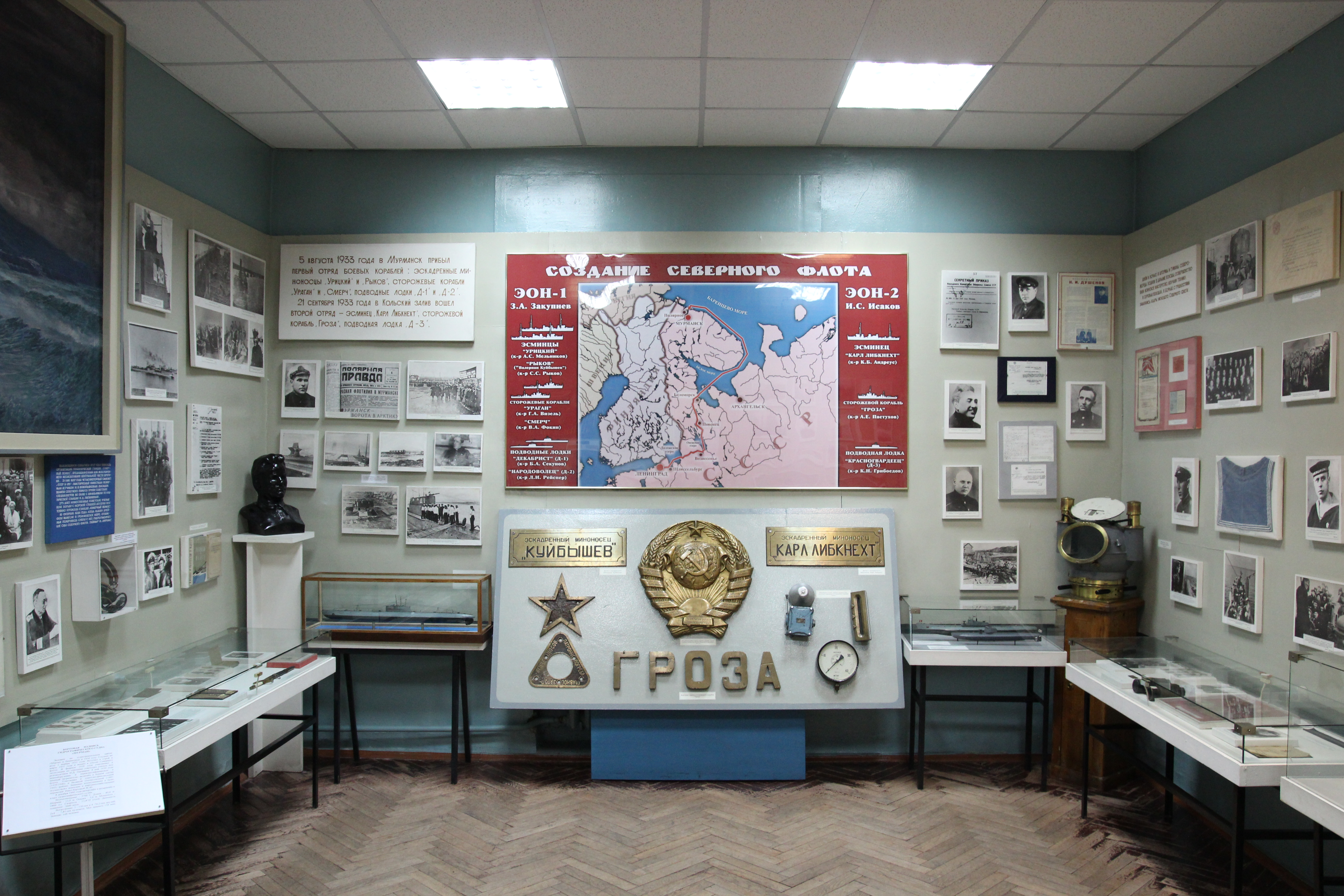
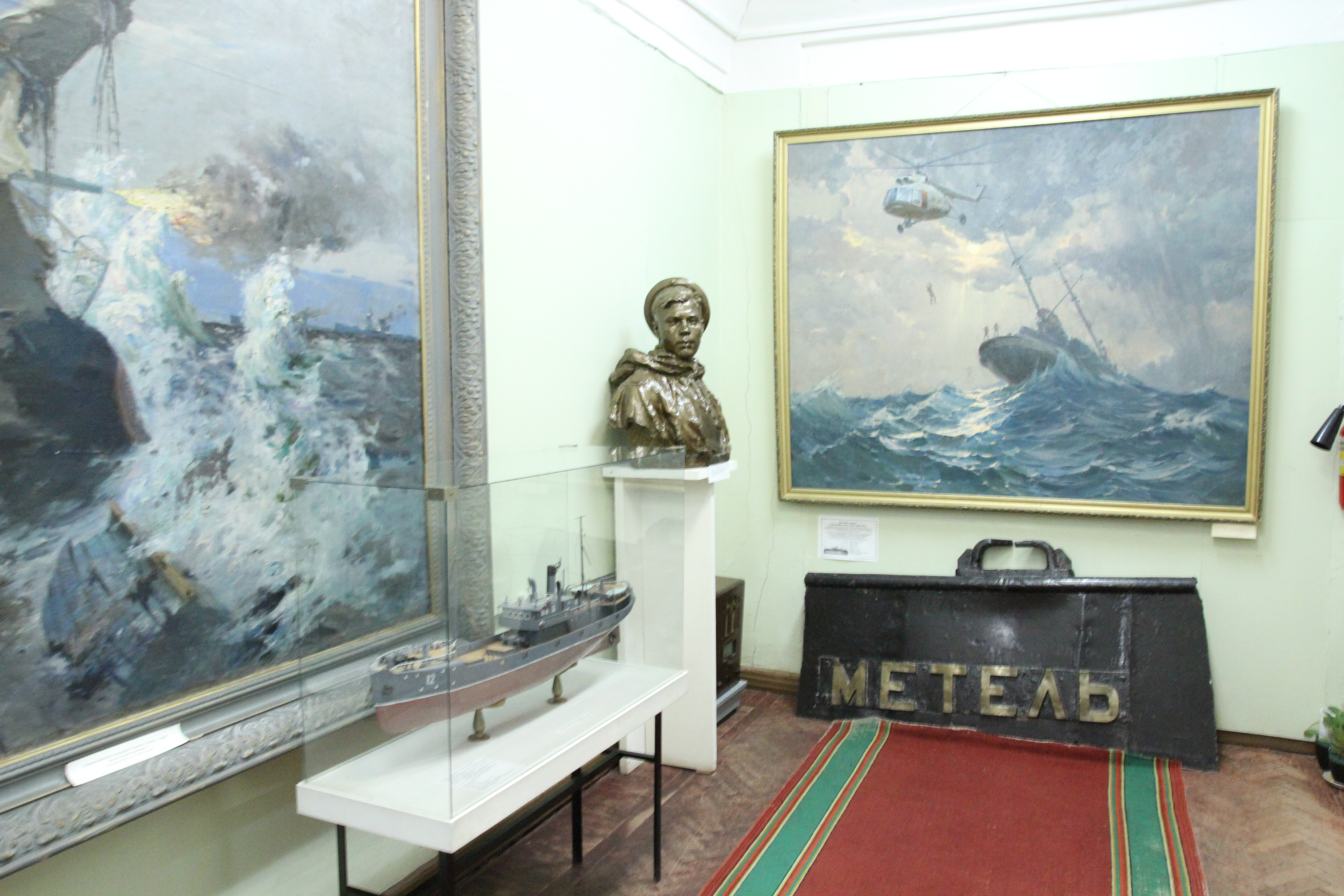
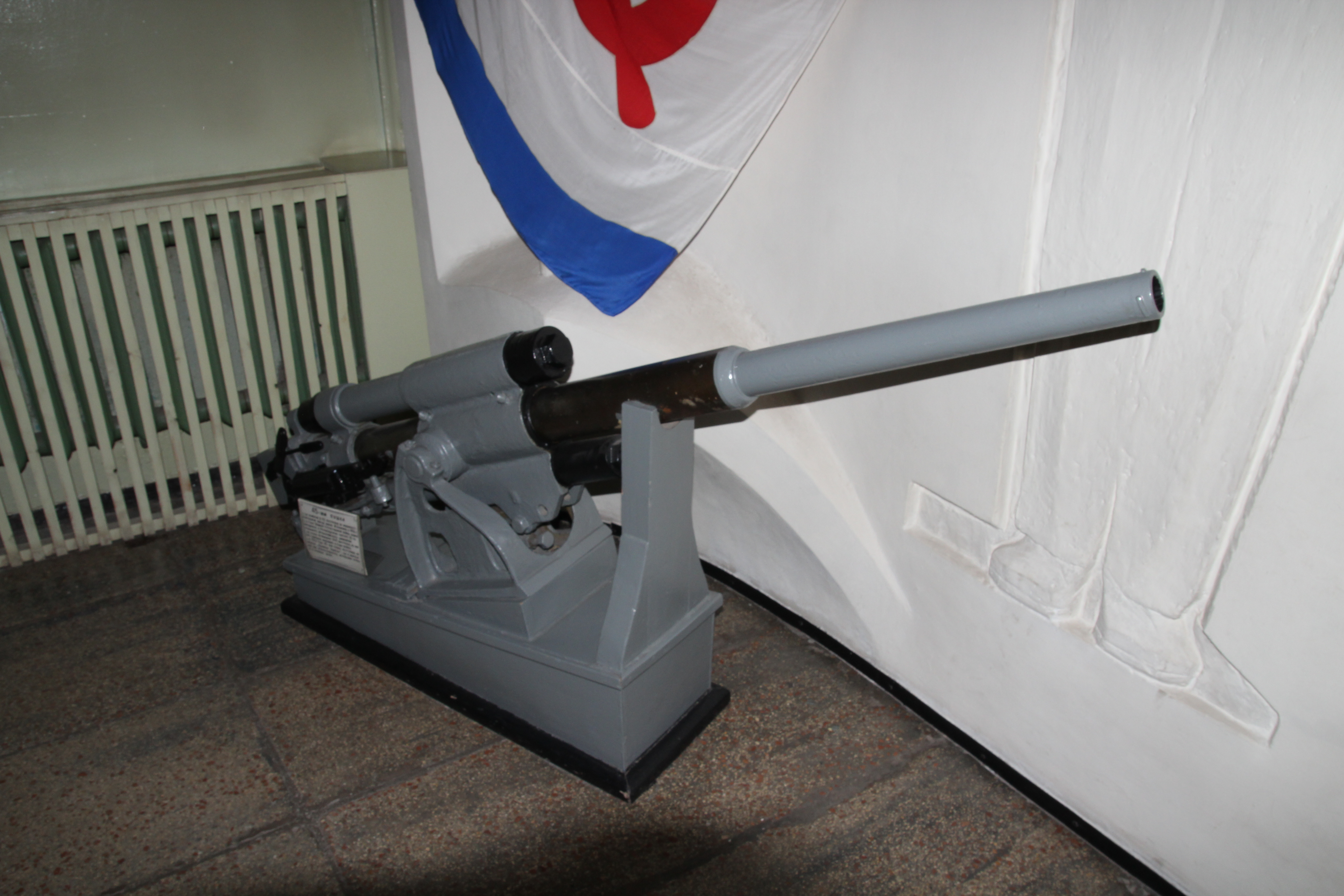
45mm-kanon
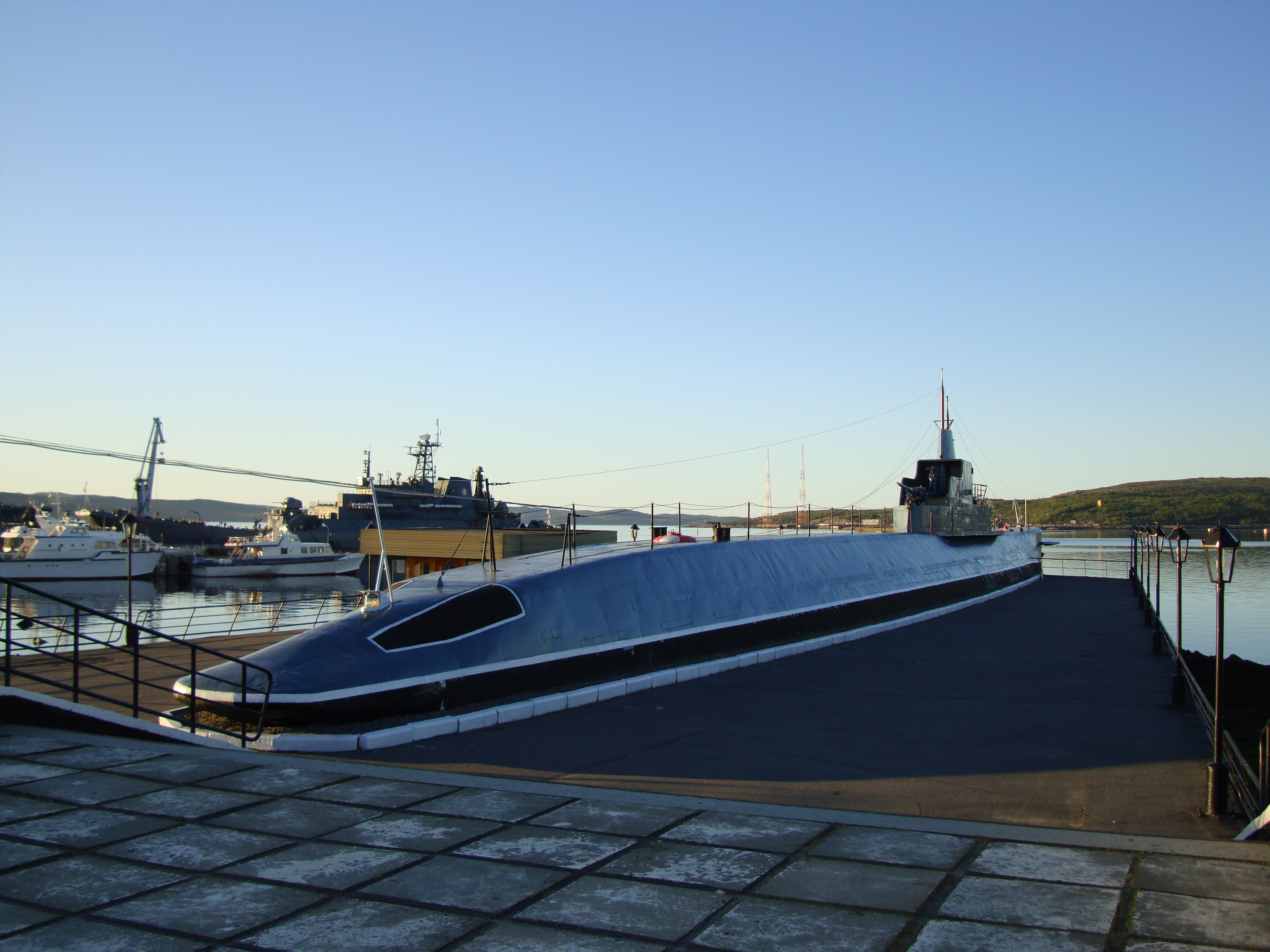
K-21 duikboot (WOII), Severomorsk, museumschip